# Regiones naturales de Chile

Mapa de las regiones naturales de Chile, de acuerdo al programa curricular educacional de Chile.
Norte Grande
Norte Chico
Zona central
Zona Sur o Araucanía
Zona Austral o Patagonia

Las regiones naturales de Chile son cada una de las regiones naturales presentes en territorio chileno. Cada una de estas regiones se encuentra basada en las cualidades climáticas, hídricas, vegetacionales y administración territorial de la nación utilizadas para dividir al territorio nacional en grandes segmentos territoriales. En este sentido la provincia es la 
Actualmente es aceptado que Chile se subdivide en cinco regiones naturales: Norte grande de Chile, Norte chico de Chile, Zona central de Chile, Zona sur de Chile y Zona austral de Chile.
Aunque no poseen una mayor justificación técnica o científica, las regiones naturales de Chile siguen siendo enseñadas en la educación escolar chilena, así como también siguen siendo utilizadas comúnmente para subdividir al país de una manera sencilla.

## Historia
Chile se extiende desde un punto a 625 kilómetros al norte del trópico de Capricornio ―Paralelo 17 sur― hasta un punto a 1 400 kilómetros al norte del círculo Polar Antártico ―Paralelo 61 sur―.
En 1945 la Corporación de Fomento de la Producción (CORFO) inició con el ejercicio de realizar un análisis geográfico y económico del país, debido a la escasa cantidad de información existente sobre el tema en aquel entonces. Cinco años después, en 1950, la CORFO publica junto con la fundación Pedro Aguirre Cerda su estudio «Geografía económica de Chile», donde se subdivide al país en seis regiones:
- "Norte Grande" (Provincia de Tarapacá y Provincia de Antofagasta).
- "Norte Chico" (Provincia de Atacama y Provincia de Coquimbo).
- "Núcleo Central" (Provincias de Aconcagua, Valparaíso, Santiago, O'Higgins, Colchagua, Curicó, Talca, Maule, Linares y Ñuble).
- "Concepción y La Frontera" (Provincias de Concepción, Arauco, Bío-Bío, Malleco y Cautín).
- "Región de Los Lagos" (Valdivia, Osorno y Llanquihue).
- "Región de Los Canales" (Provincias de Chiloé, Aysén y Magallanes)

Esta clasificación cae en desuso entre 1974 y 1976 debido a reformas de administración territorial en Chile que conllevan a la creación de trece regiones del país, que luego aumentaron a su número actual 16.
En 1960 se publica un estudio haciendo un análisis del territorio chileno basado en el uso agrícola; de acuerdo a este, Chile se subdivide en ocho zonas con 20 subdivisiones.
Aunque esa división territorial nunca fue usada como entidad administrativa, como las actuales regiones de Chile, aún se siguen usando como referencia por algunos autores, así como se sigue usando en educación básica.

### Otras macrozonas nacionales
A nivel administrativo, el Ministerio de Ciencia, Tecnología, Conocimiento e Innovación tiene presencia nacional mediante secretaría regionales ministeriales agrupadas en coordinaciones macrozonales, en cinco macrozonas: Norte, Centro, Centro Sur, Sur y Austral. Mientras que la ley de tribunales ambientales establece tres, con jurisdicción sobre idéntico número de macrozonas: norte, centro y sur de Chile.

## Zonas
De acuerdo al programa curricular de educación básica del Ministerio de Educación de Chile, estas son las cinco regiones naturales presentes en Chile:
| Regiones Naturales        | Regiones de Chile         | Características |
| ------------------------- | ------------------------- | --- |
| Norte Grande              | Arica y Parinacota        | Clima desértico, acantilados costeros. Cordillera de la costa alta, depresión intermedia y cordillera de los Andes. Altiplano en los Andes, salares, depósitos de cobre y salitre en el interior.                                               |
| Norte Grande              | Tarapacá                  | Clima desértico, acantilados costeros. Cordillera de la costa alta, depresión intermedia y cordillera de los Andes. Altiplano en los Andes, salares, depósitos de cobre y salitre en el interior.                                               |
| Norte Grande              | Antofagasta               | Clima desértico, acantilados costeros. Cordillera de la costa alta, depresión intermedia y cordillera de los Andes. Altiplano en los Andes, salares, depósitos de cobre y salitre en el interior.                                               |
| Norte Grande              | Norte de Atacama          | Clima desértico, acantilados costeros. Cordillera de la costa alta, depresión intermedia y cordillera de los Andes. Altiplano en los Andes, salares, depósitos de cobre y salitre en el interior.                                               |
| Río Copiapó (27° S)       |                           | |
| Norte Chico               | Centro-sur de Atacama     | Clima semiárido, fusión de la cordillera de la Costa y la cordillera de los Andes, valles transversales de este a oeste en vez de depresión intermedia. Sin vulcanismo.                                                                         |
| Norte Chico               | Coquimbo                  | Clima semiárido, fusión de la cordillera de la Costa y la cordillera de los Andes, valles transversales de este a oeste en vez de depresión intermedia. Sin vulcanismo.                                                                         |
| Norte Chico               | Norte de Valparaíso       | Clima semiárido, fusión de la cordillera de la Costa y la cordillera de los Andes, valles transversales de este a oeste en vez de depresión intermedia. Sin vulcanismo.                                                                         |
| Río Aconcagua (33° S)     |                           | |
| Zona Central              | Sur de Valparaíso         | Clima mediterráneo y mediterráneo continentalizado al interior, vegetación de matorral, cordillera de la Costa y cordillera de los Andes separadas hacia el sur. Depresión intermedia fértil.                                                   |
| Zona Central              | Metropolitana de Santiago | Clima mediterráneo y mediterráneo continentalizado al interior, vegetación de matorral, cordillera de la Costa y cordillera de los Andes separadas hacia el sur. Depresión intermedia fértil.                                                   |
| Zona Central              | O'Higgins                 | Clima mediterráneo y mediterráneo continentalizado al interior, vegetación de matorral, cordillera de la Costa y cordillera de los Andes separadas hacia el sur. Depresión intermedia fértil.                                                   |
| Zona Central              | Maule                     | Clima mediterráneo y mediterráneo continentalizado al interior, vegetación de matorral, cordillera de la Costa y cordillera de los Andes separadas hacia el sur. Depresión intermedia fértil.                                                   |
| Zona Central              | Ñuble                     | Clima mediterráneo y mediterráneo continentalizado al interior, vegetación de matorral, cordillera de la Costa y cordillera de los Andes separadas hacia el sur. Depresión intermedia fértil.                                                   |
| Zona Central              | Norte del Biobío          | Clima mediterráneo y mediterráneo continentalizado al interior, vegetación de matorral, cordillera de la Costa y cordillera de los Andes separadas hacia el sur. Depresión intermedia fértil.                                                   |
| Río Biobío (37° S)        |                           | |
| Zona Sur                  | Sur del Biobío            | Clima templado oceánico con abundancia de lluvias y bosque valdiviano. Cordillera de la Costa y cordillera de los Andes de baja altura, depresión intermedia cerca del nivel del mar. Lagos glaciares, intensa actividad volcánica y geotermal. |
| Zona Sur                  | Araucanía                 | Clima templado oceánico con abundancia de lluvias y bosque valdiviano. Cordillera de la Costa y cordillera de los Andes de baja altura, depresión intermedia cerca del nivel del mar. Lagos glaciares, intensa actividad volcánica y geotermal. |
| Zona Sur                  | Los Rios                  | Clima templado oceánico con abundancia de lluvias y bosque valdiviano. Cordillera de la Costa y cordillera de los Andes de baja altura, depresión intermedia cerca del nivel del mar. Lagos glaciares, intensa actividad volcánica y geotermal. |
| Zona Sur                  | Norte de Los Lagos        | Clima templado oceánico con abundancia de lluvias y bosque valdiviano. Cordillera de la Costa y cordillera de los Andes de baja altura, depresión intermedia cerca del nivel del mar. Lagos glaciares, intensa actividad volcánica y geotermal. |
| Seno de Reloncaví (42° S) |                           | |
| Zona Austral              | Sur de Los Lagos (Palena) | Clima templado-lluvioso, frío y bosque subpolar magallánico. Paisaje glacial; cordillera de la Costa se compone de islas, depresión intermedia bajo el nivel del mar. Fiordos y campos de hielo.                                                |
| Zona Austral              | Aysén                     | Clima templado-lluvioso, frío y bosque subpolar magallánico. Paisaje glacial; cordillera de la Costa se compone de islas, depresión intermedia bajo el nivel del mar. Fiordos y campos de hielo.                                                |
| Zona Austral              | Magallanes                | Clima templado-lluvioso, frío y bosque subpolar magallánico. Paisaje glacial; cordillera de la Costa se compone de islas, depresión intermedia bajo el nivel del mar. Fiordos y campos de hielo.                                                |

## Críticas y otros modelos de clasificación natural de Chile

Macrobioclimas de Chile.
Tropical
Mediterráneo
Templado
Antiboreal
Tropical antitropical
Templado submediterráneo

Actualmente, esta clasificación ha comenzado a caer en desuso, debido a que no constituye una clasificación de carácter oficial, al mayor uso de la subdivisión administrativa oficial a través de las Regiones creada en 1974 y porque las regiones aludidas no se identifican debido a su carácter centralista.[cita requerida]
El principal problema de la definición de cada región natural es que se basa en características de divisiones administrativas y de percepciones sociales del territorio nacional. Un ejemplo de esto es la depresión intermedia, zona de características homogéneas de uso agrícola (el llamado «valle central») durante todo su recorrido que se origina cerca del Río Copiapó la región natural del norte chico y termina al sur de la región del Ñuble, en la región natural de la zona central. Si se tomasen en consideración factores climáticos y de distribución vegetacional, el Río Biobío se encontraría dentro de la región bioclimática natural del mediterráneo, que se extiende hasta el norte de Temuco. Pero de acuerdo a la clasificación de las regiones naturales, el clima mediterráneo es exclusivo de la zona central, y el río Biobío es el borde límite entre la zona central y la zona sur.

### Clasificación bioclimática
Los primeros trabajos sobre clasificación bioclimática en Chile corresponden  a la investigación de Wilhelm Lauer, con fines de realizar un trabajo de análisis bioclimático global.
En 1968 una comisión del Centro Nacional para la Investigación Científica de Francia realizó un estudio bioclimático chileno. En 1976 el investigador Francesco di Castri y Ernst R. Hajek publicaron el libro "Bioclimatología de Chile", donde se señala que Chile se puede subdividir en cinco grandes secciones bioclimáticas: desértico, litoral, andino, templado y frío, teniendo cada una subdivisiones. Es durante mediados de la década de 1960 que CORFO reedita el trabajo "Geografía Económica de Chile" revisando sus secciones sobre clima y biogeografía.
En 1974 se publica el trabajo "la carta bioclimática de chile central". En esa misma década, durante 1977 se realiza publica otro trabajo en el cual se trata de clasificar los climas chilenos, definiendo la distribución vegetacional en el territorio.
En 1998 se presenta el trabajo de Javier Amigo y Carlos Ramírez hablan de cuatro regiones bioclimáticas: Tropical, Mediterráneo, Templado y Antiboreal; además de dos zonas de variantes bioclimáticas —zonas de transición entre macrobioclimas—, "Tropical-antitropical" —entre los macrobioclimas Tropical y Mediterráneo— y "Templado submediterráneo" —entre los macrobioclimas Mediterráneo y Templado—.
En la actualidad, es usado por el Estado de Chile el trabajo realizado por Federico Luebert y Patricio Pliscoff como clasificación de los ecosistemas terrestres, en donde se realiza un homologación entre el concepto de «Piso Vegetacional». Este trabajo describe la existencia de 125 pisos vegetacionales, esto implicando que existen 125 ecosistemas dentro del territorio chileno que pueden ser diferenciados acorde a parámetros como distribución vegetal en función a la altitud y patrones climáticos en un periodo delimitado de tiempo. Este trabajo además actualiza los resultados de Amigo y Ramírez.